# Svjetionik Berry Head
Svjetionik Berry Head aktivni je svjetionik, smješten na kraju poluotoka Berry Head blizu Brixhama u Devonu, Ujedinjeno Kraljevstvo. Izvorno je sagrađen 1906. godine, a zatim je 1921. automatiziran i prebačen na acetilenski pogon. Ponovno je moderniziran 1994. (od kada radi na električnu energiju), a u 2019. godini je prebačen na LED svjetlo. Berry Head je navodno najniži svjetionik u Velikoj Britaniji, visok samo 5 metara, ali i jedan od najviših po položaju, na 58 m/nm. Za njega se kaže i da je najdublji jer je prvotno bio pokretan utegom koji bi padao u 45 metara duboku rupu, a naknadno je korišten elektromotor.
Smješteno unutar okretne dioptrijske optike trećeg reda, svjetlost je imala intenzitet od 4200 kandela i domet od 35 km; davala je dvostruki bijeli bljesak svakih 15 sekundi. U 2019. optika i svjetiljka uklonjeni su i zamijenjeni parom samostalnih LED svjetala (jedno koje služi kao glavno svjetlo, a drugo kao rezervno); zadržana je stara karakteristika. Instalacija je bila prva primjena takozvane 'jednostavne sheme svjetionika' Trinity Housea, namijenjenu proširenju na sve ostale obalne svjetionike na mrežni pogon, osim onih sa složenijim zahtjevima za prikaz (npr. pružanje sektorskog svjetla).
Semaforski signalni uređaj bio je na Berry Headu prije 1875. godine i djelovao je kao signalna stanica Lloyds' za Torbay.

## Daljnje čitanje
- Pike, John. Berry Head; Forts, Lighthouse and House. Torbytes. Torbay Council. Inačica izvorne stranice arhivirana 12. listopada 2006. Pristupljeno 4. svibnja 2010.

## Vanjske poveznice
|  | Zajednički poslužitelj ima još gradiva o temi Svjetionik Berry Head |

- Trinity House